# Wapen van Vosselaar

Wapen van Vosselaar

Het wapen van Vosselaar is het heraldisch wapen van de Antwerpse gemeente Vosselaar. Het wapen werd op 18 december 1990, per ministerieel besluit, aan de gemeente verleend. De gemeentelijke vlag is gelijk aan het wapen.

## Blazoenering
De blazoenering van het wapen luidt als volgt:
Dwarsbalksgewijze verdeeld in drieën van lazuur, van zilver en van lazuur, het zilver beladen met een gaande aanziende vos van natuurlijke kleur.
Het wapen is in drie gelijke dwarsbalken verdeeld. De bovenste en onderste zijn blauw en de middelste is zilver van kleur. Op de middelste baan staat een lopende, bruine vos. De vos kijkt naar de toeschouwer. Het wapen heeft geen kroon of schildhouders.

## Geschiedenis
Tot 1559 behoorde Vosselaar, tezamen met Beerse, tot het Land van Turnhout. Dat jaar werden de twee tot één zelfstandige heerlijkheid verheven. Tussen 1559 en 1612 werd het gebied aan de familie Renesse verpand. Tussen 1612 en 1626 behoorde het opnieuw tot het Land van Turnhout. In 1626 had Jan Proost het gebied onder zijn beheer. Tussen 1648 en het einde van het ancien régime behoorden Vosselaar en Beerse opnieuw tot het Land van Turnhout.
Een oudste bekende afdruk van een zegel van Vosselaar is uit 1661. Op dit zegel staat een op een troon zittende Madonna met Kind afgebeeld. Op latere afdrukken zit de Madonna niet langer, maar staat zij.
Het wapen is een zogenaamd sprekend wapen, met de kleuren van het wapen van het Land van Turnhout.

## Historisch verwante wapens
Hoewel het wapen nieuw is, is het wel op historische gronden gebaseerd. Op die historische gronden kan het wapen van Turnhout met het wapen van Vosselaar vergeleken worden.

Het wapen van de gemeente Turnhout